# Мадль, Михаэль
Михаэль Мадль (нем. Michael Madl; родился 21 марта 1988 года в Юденбург, Австрия) — австрийский футболист и тренер, защитник. Выступал в сборной Австрии.

## Клубная карьера

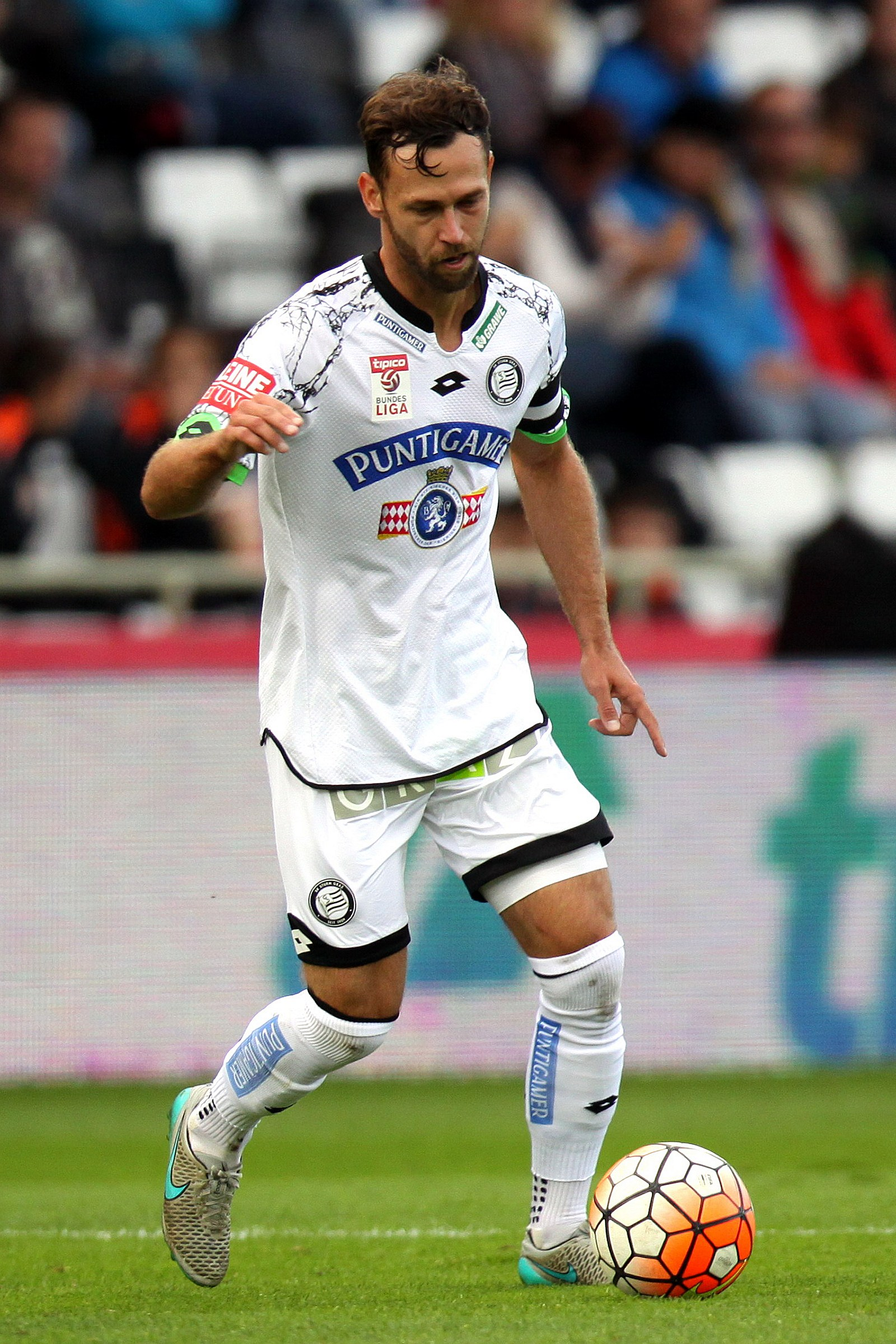
Мадль в составе «Штурма»

Мадль начал профессиональную карьеру в венской «Аустрии». В 2004 году он дебютировал в австрийской Бундеслиге. Летом 2007 года Микаэль в поисках игровой практики на правах аренды присоединился к инсбрукскому «Веккеру». После окончания аренды Мадль вернулся в «Аустрию» и помог ей завоевать Кубок Австрии. Летом 2010 года Микаэль перешёл в «Винер-Нойштадт». 17 июля в матче против ЛАСКа он дебютировал за новую команду. 2011 году в поединке против своего бывшего клуба «Аустрии» Мадль забил свой первый гол за «Винер-Нойштадт».
Летом 2012 года Михаэль перешёл в «Штурм». 21 июля в матче против «РедБулл Зальцбург» он дебютировал за команду из Граца. 20 апреля 2013 года в поединке против «Маттерсбурга» Мадль забил свой первый гол за «Штурм».
В начале 2016 года Михаэль на правах аренды перешёл в английский «Фулхэм». 13 февраля в матче против «Куинз Парк Рейнджерс» он дебютировал в Чемпионшипе. Через неделю в поединке против «Чарльтон Атлетик» Мадль забил свой первый гол за «Фулхэм». По окончании аренды «дачники» выкупили трансфер Микаэля у «Штурма». В начале 2018 года он вернулся в «Аустрию».

## Международная карьера
В 2007 году в составе молодёжной сборной Австрии Мадль занял четвёртое место на молодёжном чемпионате мира в Канаде.
15 ноября 2016 года в товарищеском матче против сборной Словакии Микаэль дебютировал в сборной Австрии.

## Достижения
Командные
 «Аустрия Вена»
- Обладатель Кубка Австрии — 2008/2009